# Městské obchodní centrum (Skopje)
Městské obchodní centrum (makedonsky Градски трговски центар, zkr. GTC/ГТЦ) je obchodní centrum ve středu metropole Severní Makedonie, Skopje. Rozsáhlé obchodní centrum bylo vybudováno na přelomu 60. a 70. let 20. století po ničivém zemětřesení jako velkolepý a výstavní obchodní dům v republikové metropoli. Patří k symbolům Skopje 20. století.
Výstavba obchodního centra byla zahájena dne 11. října 1969 a dne 27. dubna 1973 byl oficiálně otevřen. Komplex navrhl architekt Živko Popovski. Objekt má dvě podzemní patra, dvě nadzemní úrovně. Do objektu byly začleněny dvě výškové budovy, které byly ještě před zemětřesením, ale po druhé světové válce, postaveny na nábřeží řeky Vardaru. Rozsáhlý komplex má své podzemní garáže, jednotlivé obchody jsou přístupné pomocí otevřených i zakrytých pasáží. Cílem projektu bylo vytvořit komplex, kterým by lidé často procházeli a nakupovali během cesty.
V roce 2015 se uskutečnilo referendum, v rámci něhož se měli občané středu města vyjádřit, zdali podporují přestavbu střediska po vzoru projektu Skopje 2014. Budova měla být zvýšena o jedno patro a doplněna klasickými sloupy. Měly být uzavřeny některé z původních vchodů. Na střeše se měly nacházet nové sochy.